# Нью-Гановер (округ, Північна Кароліна)
Шаблон:StateAbbr_ 34°11′ пн. ш. 77°52′ зх. д. / 34.18° пн. ш. 77.86° зх. д.
Округ  Нью-Гановер (англ. New Hanover County) — округ (графство) у штаті  Північна Кароліна, США. Ідентифікатор округу 37129.

## Історія
Округ утворений 1729 року.

## Демографія
За даними перепису 
2000 року 
загальне населення округу становило 160307 осіб, зокрема міського населення було 153059, а сільського — 7248.
Серед мешканців округу чоловіків було 77371, а жінок — 82936. В окрузі було 68183 домогосподарства, 41599 родин, які мешкали в 79616 будинках.
Середній розмір родини становив 2,83.
Віковий розподіл населення поданий у таблиці:
| Стать    | До 15 років | 15-21 | 22-29 | 30-39 | 40-49 | 50-65 | 65-85 | Понад 85 |
| -------- | ----------- | ----- | ----- | ----- | ----- | ----- | ----- | -------- |
| Чоловіки | 14313       | 8079  | 10528 | 12007 | 11535 | 12444 | 7921  | 544      |
| Жінки    | 13811       | 8656  | 10005 | 12011 | 12651 | 13700 | 10575 | 1527     |

## Суміжні округи
- Пендер — північ
- Брансвік — захід

## Виноски
1. ↑  U.S. Decennial Census. United States Census Bureau. Процитовано 18 січня 2015.
2. ↑  Historical Census Browser. University of Virginia Library. Архів оригіналу за 11 серпня 2012. Процитовано 18 січня 2015.
3. ↑  Forstall, Richard L., ред. (27 березня 1995). Population of Counties by Decennial Census: 1900 to 1990. United States Census Bureau. Процитовано 18 січня 2015.
4. ↑  Census 2000 PHC-T-4. Ranking Tables for Counties: 1990 and 2000 (PDF). United States Census Bureau. 2 квітня 2001. Процитовано 18 січня 2015.
5. ↑  State & County QuickFacts. United States Census Bureau. Архів оригіналу за 29 жовтня 2013. Процитовано 27 жовтня 2013.(англ.) Наведено за англійською вікіпедією.
6. ↑  American FactFinder. Бюро перепису населення США. Архів оригіналу за 26 лютого 2012. Процитовано 31 січня 2008.

| США | Це незавершена стаття з географії США. Ви можете допомогти проєкту, виправивши або дописавши її. |